# Pedreguer
Pedreguer (en castillan et en valencien) est une commune d'Espagne de la province d'Alicante dans la Communauté valencienne. Elle est située dans la comarque de la Marina Alta et dans la zone à prédominance linguistique valencienne.

## Géographie

Localisation de Pedreguer
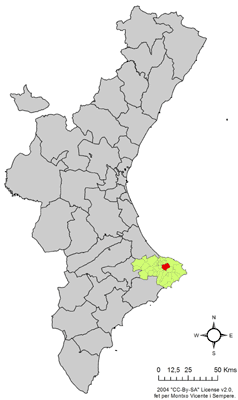
dans la Communauté valencienne.
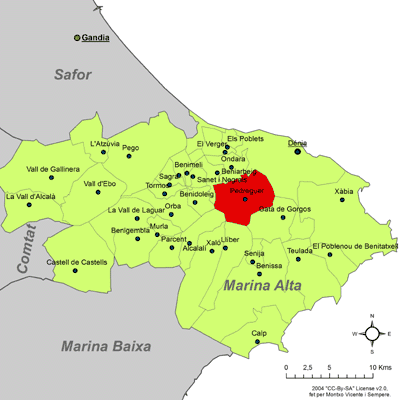
dans la comarque de la Marina Alta.

## Administration
Liste des maires :
- Sergi Ferrús Peris (Coalition Compromís, 2011-2013)
- Dora Martí Morell (PSPV-PSOE, 2013-2015)
- Salvadora Martí (Coalition Compromís, depuis 2015)

## Personnalités
- Lluis Fornés dit « el Sifoner » (1945-), chanteur populaire, natif de Pedreguer ;
- José Gayà (1995-),  footballeur international, est né à Pedreguer ;
- Sandra Monfort Oliver (1992-), chanteuse valencienne, est née à Pedreguer.